# Spannwerk (Stellwerk)

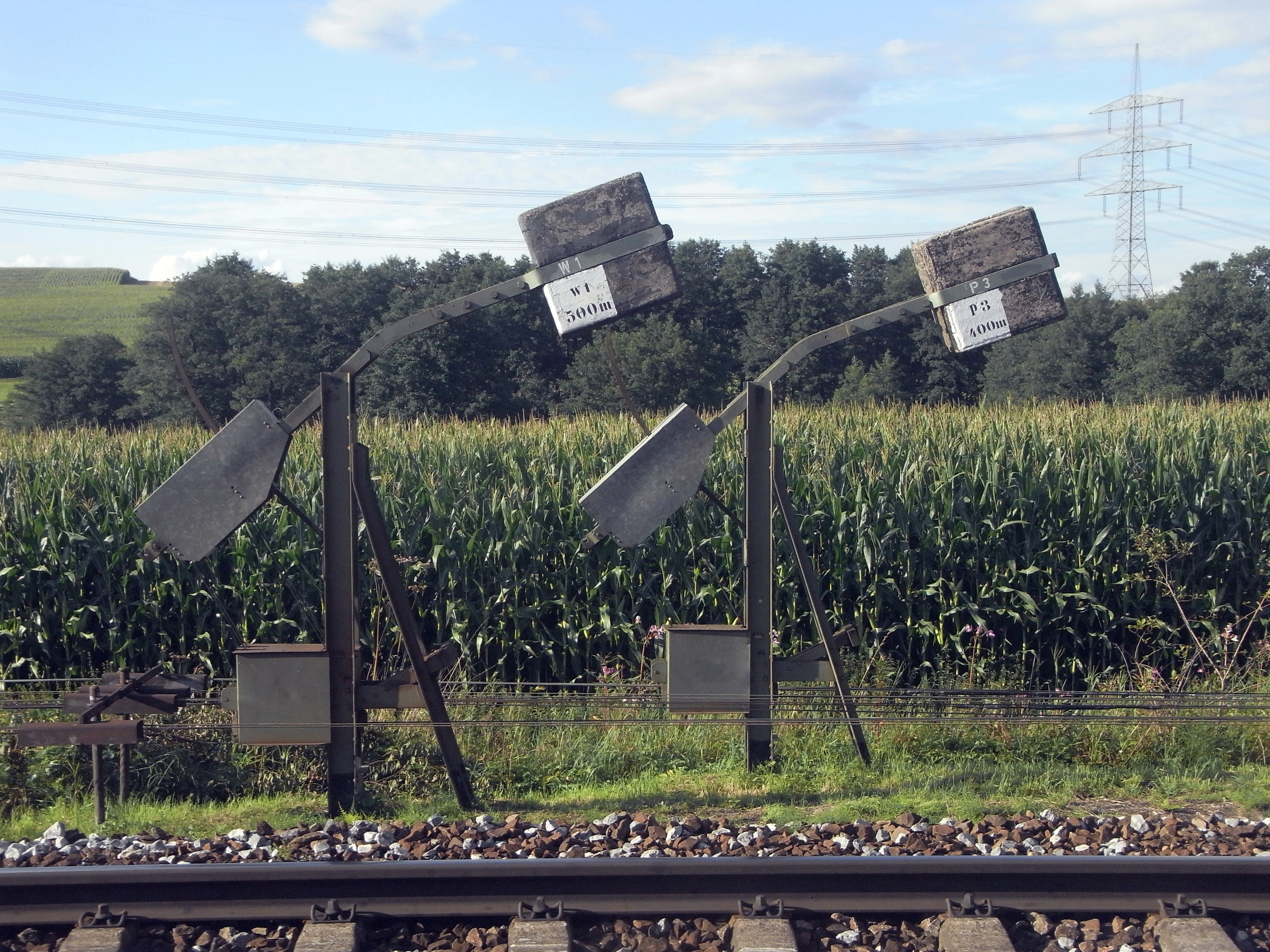
Außenspannwerke in Thann-Matzbach

Ein Spannwerk ist ein Bauteil mechanischer Stellwerke. Es gleicht die Längenänderungen aus, die durch Wärmeschwankungen und Dehnungen in den Leitungen auftreten, und stellt damit sicher, dass die Antriebe mechanischer Einrichtungen wie Signale oder Weichen der Hebelbewegung sicher folgen. 
Ob Spannwerke nötig sind, hängt von der Bauart der Signal- oder Weichenantriebe ab. Antriebe für den Betrieb mit spannwerkslosen Leitungen müssen den Hubverlust, der durch die nachlassende Spannung bei hohen Temperaturen entsteht, ausgleichen können.

## Aufbau und Funktion
Spannwerke für Doppeldrahtzugleitungen haben drei Aufgaben. Sie sollen
- temperaturabhängige Längenänderungen in der Leitung ausgleichen und den beiden Strängen der Leitung eine definierte und konstante Vorspannung von etwa 700 N geben,
- beim Umstellen den vollen Stellweg übertragen und
- bei Drahtbruch im Stellwerk eine Störungsmeldung auslösen.

Ein Spannwerk besteht aus einer in die Doppeldrahtzugleitungen eingefügten Kombination von festen und losen Rollen. Die lose Rolle in jedem Leitungsstrang wird durch ein Spanngewicht belastet und hält damit die Leitung mechanisch unter Spannung. Dadurch wird sichergestellt, dass die Antriebe mechanischer Einrichtungen mit der Hebelstellung übereinstimmen sowie bei Drahtbruch in einer definierten Lage bleiben oder sie erreichen und in ihr festgehalten werden. Zusätzlich wird bei Weichen und Gleissperren in diesem Fall eine Störungsmeldung ausgelöst. Diese verhindert auch, dass Fahrstraßen eingestellt werden können, für die die betroffene Einrichtung benötigt wird.
Die Spannwerke können im Stellwerk unter dem Hebelwerk im Spannwerksraum oder im Freien aufgestellt werden. Für beide Aufstellungsarten gibt es mit Innen- und Außenspannwerken unterschiedliche Bauarten. Innenspannwerke müssen zusätzlich die senkrecht vom Hebel kommende Leitung um 90° in die waagerechte Führung zur Gruppenablenkung vor dem Stellwerk umlenken.
Zum Ausgleich der Längenänderungen müssen die Spanngewichte frei beweglich sein. Beim Umstellen des Stellhebels müssen sie dagegen festgehalten werden, damit der volle Stellweg des Hebels am Antrieb ankommt und nicht einfach nur zum Heben des einen und Senken des anderen Spanngewichts führt. Dafür ist eine Klemmvorrichtung vorhanden, die den Spannungsunterschied ausnutzt, der während der Hebelumstellung zwischen Zug- und Nachlassdraht entsteht.

## Spannwerk für Signalleitungen
An dem einen Ende der beiden in einem Bock gelagerten zweiarmigen Hebel sind verstellbare Gewichte angebracht; an dem andern Ende tragen diese Hebel bewegliche Klemmbacken, zwischen denen eine kreisförmig gebogene, gezahnte Stange liegt. Die Drahtzugleitung ist um Seilrollen geführt, von denen vier in dem festen Gestell und zwei in den beweglichen Gewichtshebeln gelagert sind. Wird beim Umlegen des Stellhebels der eine Draht der Doppelleitung angezogen und der andere nachgelassen, so hebt sich das eine Gewicht, das andere senkt sich. Die Klemmbacken stellen sich schräg. Dabei greift die höher stehende unter einen Zahn der Sperrstange und hindert das weitere Anheben des Spanngewichts. In der Ruhestellung des Hebels, bei der die Spannungen der beiden Stränge gleich oder nur wenig verschieden sind, gleiten die Klemmbacken beim Auf- und Niedergehen der Gewichte an der Zahnstange entlang.
Eine abweichende Bauart findet sich bei den sogenannten Säulenspannwerken, bei denen die Spanngewichte ohne Hebelübertragung in die Drahtzugleitung eingebunden werden. Vorteilhaft ist der einfache Witterungsschutz und die bei allen Temperaturen gleiche Wirkung, nachteilig sind die erforderlichen fünf Leitungsumlenkungen und das aufwändigere Anheben insbesondere im Störungsfall, für das man zusätzlich zum Flaschenzug ein Hilfsseil benötigt. Die zusätzlichen Rollen zum Anheben mit diesem Hilfsseil sind von vornherein mit eingebaut. 
Die Spannwerke haben aber nicht nur die Längenänderungen der Drahtleitungen auszugleichen, sondern auch gewisse Sicherungsbedingungen zu erfüllen, die für den Fall eines Bruches der Drahtzugleitung gefordert werden. Nach diesen sog. Reißbedingungen soll:
- bei einem Bruch in der Leitung eines Hauptsignals ohne Vorsignal das Hauptsignal in der Haltstellung festgehalten oder aus der Fahrt- in die Haltstellung gebracht werden;

- bei einem Bruch in der Leitung eines mit einem Vorsignal verbundenen Hauptsignals soll das Hauptsignal in der Halt- und das Vorsignal in der Warnstellung festgehalten oder in diese Stellung gebracht werden, wenn der Bruch zwischen Hebel und Hauptsignal eintritt;

- bei einem Bruch der Leitung zwischen Hauptsignal und Vorsignal in Fahrtstellung soll das Vorsignal in die Warnstellung gelangen, das Hauptsignal jedoch bedienbar bleiben (dafür erhält das Hauptsignal einen besonderen und aufwändigen Durchgangsantrieb und die Sperrstange des Spannwerkes eine zweite Verzahnung);

- bei einem Bruch in einer Weichen- oder Riegelleitung soll die Fahrstellung eines Signals verhütet werden, das von der Stellung dieser Weiche oder dieses Riegels abhängig ist, und endlich

- bei Weichen- und Riegelleitungen jeder Drahtbruch im Stellwerk angezeigt werden.

Die hierzu erforderliche Einwirkung auf die Signal- und Weichenantriebe und die Weichen- und Riegelhebel bei Drahtbruch wird durch das den intakt gebliebenen Strang nachziehende Gewicht des Spannwerks hervorgebracht. Die Spanngewichte müssen daher eine Fallhöhe haben, die auch bei größter Wärme, wo die Gewichte am tiefsten stehen, ausreicht, um den Draht so weit nachzuholen, als zur Erfüllung der Reißbedingungen nötig ist.
Die Spannwerke werden entweder unter der Hebelbank im Stellwerksgebäude oder im Freien aufgestellt.